# ASAP Rocky
Rakim Athelaston Mayers (n. 3 octombrie 1988, New York City, New York, SUA), mai cunoscut sub numele său de scenă ASAP Rocky (stilizat ca A$AP Rocky), este un rapper, cântăreț, compozitor, producător de înregistrări și actor american. Este membru al grupului hip hop A$AP Mob, de unde și-a adoptat monikerul.  
Rocky a lansat debutul său mixtape Live. A $ AP, în 2011, care a fost apreciat de critici. Succesul mixtape-ului său a condus la un contract record cu Polo Grounds Music, RCA Records și Sony Music Entertainment. Apoi a inregistrat albumul de debut al lui 2013 Long. Live. ASAP   care a fost bine primit de critici și a debutat la numărul unu pe Billboard 200. În 2015, Rocky a lansat al doilea album de studio intitulat At. Long. Last. ASAP, care a debutat la numărul unu pe Billboard 200, fiind al doilea album consecutiv al lui Rocky care a reusit sa ajunga numarul unu debuta și a primit recenzii pozitive de la criticii muzicieni. Rocky a regizat de asemenea videoclipuri muzicale pentru el însuși, Danny Brown, SpaceGhostPurrp și alți membri A $ AP Mob. [1] El este, de asemenea, un producător înregistrat, producând sub pseudonimul Lordul Flacko. [2]

## Filmografie
- Monstrul (film din 2018)